# Allard H. Gasque
Allard Henry Gasque (Contea di Florence, 8 marzo 1873 – Washington, 17 giugno 1938) è stato un politico statunitense, membro della Camera dei Rappresentanti per lo stato della Carolina del Sud dal 1923 al 1938.

## Biografia
Nato in una piantagione nella contea di Florence, Gasque frequentò le scuole pubbliche e si laureò presso l'Università della Carolina del Sud nel 1901. Successivamente intraprese la professione di insegnante lavorando alla Waverly Graded School di Columbia. Dal 1902 al 1923 prestò servizio come sovrintendente scolastico nella contea di Florence; nel 1911 e nel 1912 fu presidente della South Carolina School Council Association e dal 1914 al 1915 fu presidente del sindacato degli insegnanti del suo stato.
A queste attività, Gasque affiancò quella politica, come membro del Partito Democratico. Fu presidente del comitato locale del partito e nel 1922 fu eletto alla Camera dei Rappresentanti. Negli anni successivi, gli elettori lo riconfermarono per altri sette mandati. Dal 1931 fu presidente della commissione sulle pensioni e, in questa veste, si occupò di un disegno di legge per aumentare l'importo delle pensioni ai veterani di guerra e per garantire la pensione a tutte le vedove dei militari della guerra ispano-americana.
Mentre era ancora in carica al Congresso ed impegnato per la rielezione, Gasque morì a causa di una patologia cardiaca all'età di sessantacinque anni. Dopo la sua scomparsa, furono indette delle elezioni speciali per riassegnare il suo seggio da deputato, vinte da sua moglie Elizabeth Hawley Gasque.